# Isekai de Mofumofu Nadenade Suru Tameni Ganbattemasu
Isekai de Mofumofu Nadenade Suru Tameni Ganbattemasu (異世界でもふもふなでなでするためにがんばってます。 lit. Haré lo mejor que pueda para poder acariciar en otro mundo?), también conocida como Fluffy Paradise, es una serie de novelas ligeras japonesas escritas por Himawari. Publicado originalmente en el sitio web de Shōsetsuka ni Narō en noviembre de 2012, la serie fue adquirida más tarde por Futabasha, quien comenzó a publicar la serie con ilustraciones de Kiouran en julio de 2016 bajo su sello M Novels f y hasta enero de 2023, se han publicado 14 volúmenes.
Una adaptación de la serie al manga con ilustraciones de Yuriko Takagami comenzó a serializarse en el sitio web Gaugau Monster de Futabasha en noviembre de 2017. Hasta octubre de 2022, los capítulos individuales de la serie se han recopilado en diez volúmenes. Una adaptación al anime de EMT Squared se estrenó en enero de 2024.

## Sipnosis
Midori Akitsu, una asalariada del Japón moderno, terminó por fallecer a los 27 años mediante el exceso de trabajo consumido al regresar a su casa. En su vida, su mayor pasión fue tocar y acariciar animales peludos; tras su repentina muerte, Dios se ofrece a restaurarla en otro mundo, donde su deseo se hará realidad.
Midori renace como una niña llamada Nefertima Osphe (Néma para abreviar) en el mundo de Asdyllon, habitado por humanos y criaturas fantásticas. Los humanos, sin embargo, discriminan violentamente a sus cohabitantes no humanos y por lo tanto, Dios le deja a ella la opción de decidir si merecen o no ser eliminados. Le otorga a Néma la capacidad de atraer el afecto de seres no humanos, que utiliza para hacerse amiga de varios animales y criaturas mitológicas. Para su sorpresa, Néma decide aprovechar y disfrutar al máximo este magnífico don en su nueva vida, mientras hace todo lo que puede por la supervivencia de la humanidad.

## Personajes
Néma (ネマ?) / Nefertima Osphe (ネフェルティマ・オスフェ Neferutima Osufe?)
 Seiyū: Ai Kakuma
La protagonista principal de la historia, de 3 años, anteriormente conocida como Midori Akitsu (安芸津 緑 Akitsu Midori?) en la Tierra. Ella renace en Adsyllon en la familia ducal de Osphe en el mundo de Asdyllon, y se le concede la capacidad de atraer positivamente criaturas no humanas hacia ella.
Ralph Osphe (ラルフ・オスフェ Rarufu Osufe?)
 Seiyū: Shūichirō Umeda
El hermano mayor de Néma y el hijo mayor de la familia Osphe.
Kanadia Osphe (カーナディア・オスフェ Kānadia Osufe?)
 Seiyū: Haruki Iwata
La hermana mayor de Néma y la segunda hija mayor de la familia Osphe. Es una chica enérgica y experta en magia de fuego.
Daleland Osphe (デールラント・オスフェDērurando Osufe?)
 Seiyū: Tōru Furuya
El cariñoso padre de Néma y patriarca de la familia Osphe.
Las (ラース Rāsu?)
 Seiyū: Taketora
La mascota de la familia real del reino de Gaché, un gigantesco tigre blanco y la primera criatura mitológica de la que Néma se hace amiga. Es un Tigre Celestial, una Bestia Sagrada en sintonía con el elemento aire.
Wilhelt (ヴィルヘルト Viruheruto?)
 Seiyū: Genki Okawa
El hijo adolescente y príncipe heredero de la familia real de Gaché, el socio de Lars y el compañero de escuela de Ralph en la Academia. Después de conocer a Néma mientras acariciaba a Lars por primera vez, a él le gusta ella por su naturaleza franca.
Dios (神様 Kamisama?)
 Seiyū: Shin'ichirō Miki
La deidad que reencarna a Midori en Asdyllon.
Sol (ソル Soru?)
 Seiyū: Kenji Nomura
Shinki (森鬼?)
 Seiyū: Tomoaki Maeno

## Medios

### Novela ligera
La novela ligera comenzó a publicarse en línea en el sitio web de publicación de novelas Shōsetsuka ni Narō el 5 de noviembre de 2012. La serie fue adquirida más tarde por  Futabasha, quien comenzó a publicar la serie con ilustraciones de Kiouran el 15 de julio de 2016 bajo la editorial M Novels f. Hasta julio de 2023, se han publicado 15 volúmenes.

#### Lista de volúmenes
| N.º | Fecha de lanzamiento    | ISBN original          |
| --- | ----------------------- | ---------------------- |
| 1   | 15 de julio de 2016     | ISBN 978-4-57-523973-7 |
| 2   | 16 de diciembre de 2016 | ISBN 978-4-57-524009-2 |
| 3   | 16 de junio de 2017     | ISBN 978-4-57-524037-5 |
| 4   | 15 de diciembre de 2017 | ISBN 978-4-57-524074-0 |
| 5   | 15 de junio de 2018     | ISBN 978-4-57-524101-3 |
| 6   | 14 de diciembre de 2018 | ISBN 978-4-57-524138-9 |
| 7   | 14 de junio de 2019     | ISBN 978-4-57-524181-5 |
| 8   | 20 de diciembre de 2019 | ISBN 978-4-57-524237-9 |
| 9   | 15 de julio de 2020     | ISBN 978-4-57-524298-0 |
| 10  | 15 de enero de 2021     | ISBN 978-4-57-524367-3 |
| 11  | 11 de agosto de 2021    | ISBN 978-4-57-524429-8 |
| 12  | 14 de enero de 2022     | ISBN 978-4-57-524482-3 |
| 13  | 8 de julio de 2022      | ISBN 978-4-57-524541-7 |
| 14  | 7 de enero de 2023      | ISBN 978-4-57-524594-3 |
| 15  | 10 de julio de 2023     | ISBN 978-4-57-524650-6 |

### Manga
Una adaptación de manga con ilustraciones de Yuriko Takagami comenzó a serializarse en el sitio web del manga Gaugau Monster de Futabasha el 6 de noviembre de 2017. A partir de abril de 2023, los capítulos individuales de la serie se recopilaron en once volúmenes tankōbon.
Coolmic empezó a publicar el manga en inglés bajo el título Fluffy Paradise.

#### Lista de volúmenes
| N.º | Fecha de lanzamiento  | ISBN original          |
| --- | --------------------- | ---------------------- |
| 1   | 28 de abril de 2018   | ISBN 978-4-57-541025-9 |
| 2   | 31 de octubre de 2018 | ISBN 978-4-57-541036-5 |
| 3   | 30 de abril de 2019   | ISBN 978-4-57-541054-9 |
| 4   | 30 de octubre de 2019 | ISBN 978-4-57-541082-2 |
| 5   | 30 de abril de 2020   | ISBN 978-4-57-541117-1 |
| 6   | 30 de octubre de 2020 | ISBN 978-4-57-541164-5 |
| 7   | 30 de abril de 2021   | ISBN 978-4-57-541230-7 |
| 8   | 29 de octubre de 2021 | ISBN 978-4-57-541314-4 |
| 9   | 28 de abril de 2022   | ISBN 978-4-57-541407-3 |
| 10  | 28 de octubre de 2022 | ISBN 978-4-57-541516-2 |
| 11  | 28 de abril de 2023   | ISBN 978-4-57-541635-0 |

### Anime
Se anunció una adaptación al anime el 9 de julio de 2022. Más tarde se reveló que era una serie de televisión producida por EMT Squared y dirigida por Jun'ichi Kitamura, con guiones supervisados por Deko Akao y diseños de personajes a cargo de Asami Miyazaki. Inicialmente estaba programado para el 2023, pero luego se retrasó hasta el mes de enero de 2024 debido a "varias circunstancias". La serie se estrenó el 7 de enero de 2024 en Tokyo MX y otras cadenas. El tema de apertura es "Cotton Days" de Sizuk. y la canción de cierre es "Fuwa Fuwa Party Tsurarete Happy" interpretado por harmoe. Crunchyroll obtuvo la licencia de la serie fuera de Asia.

## Recepción
Las novelas ligeras y el manga combinados tienen 1,6 millones de copias en circulación.